# 890

## Esdeveniments
- Fundació del monestir de Sant Guerau d'Orlhac
- Unificació de Noruega

## Naixements
- Raül I de França, rei de França (data aproximada)

## Necrològiques
- Asoci I el Gran, rei d'Armènia
- Ranulf II d'Aquitània, comte de Poitiers